# Fi3 Ceti
Fi3 Ceti, som är stjärnans Bayer-beteckning, är en ensam stjärna belägen i den västra delen av stjärnbilden Valfisken och har även Flamsteed-beteckningen 22 Ceti. Den har en skenbar magnitud på 5,31 och är svagt synlig för blotta ögat där ljusföroreningar ej förekommer. Baserat på parallaxmätning inom Hipparcosuppdraget på ca 5,9 mas, beräknas den befinna sig på ett avstånd på ca 550 ljusår (ca 169 parsek) från solen. Den rör sig närmare solen med en heliocentrisk radialhastighet på ca -26 km/s.

## Egenskaper
Fi3 Ceti är en orange till gul jättestjärna av spektralklass K5 III. Den har en massa som är ca 1,4 solmassor, en radie, som baserat på en uppmätt vinkeldiameter av 2,42 ± 0,13 mas, är ca 44 solradier och utsänder från dess fotosfär ca 429 gånger mera energi än solen vid en effektiv temperatur av ca 3 900 K.